# سيانغ هواي لو
سيانغ هواي لو (بالإنجليزية: Xiang Huai Lu)‏ هو عالم نبات صيني.